# Ichneumon seisensis
Ichneumon seisensis là một loài tò vò trong họ Ichneumonidae.